# Peaceful Warrior
Peaceful Warrior (bra: Poder Além da Vida) é um filme de drama de 2006, dirigido por Victor Salva e escrito por Kevin Bernhardt, baseado no livro Way of the Peaceful Warrior, de Dan Millman, publicado em 1980. Ambientado na U.C. Berkeley, é estrelado por Scott Mechlowicz no papel de um ginasta talentoso, mas problemático, que conhece um guia espiritual interpretado por Nick Nolte. Foi lançado em 2 de junho de 2006.

## Premissa
Dan Millman é um talentoso ginasta com sonhos olímpicos. Ele parece ter tudo: troféus, amigos, motos velozes, garotas bonitas e festas agitadas. Mas sua vida muda completamente quando conhece Socrates (Nick Nolte), um homem enigmático e misterioso que parece ter acesso a mundos de força interior e sabedoria desconhecida.
Após um grave acidente, Dan conta com a ajuda de Socrates e da jovem Joy (Amy Smart) para embarcar em uma jornada de autoconhecimento. Ele descobre que ainda há muito a aprender — e muito a deixar para trás — antes de se tornar um verdadeiro "Guerreiro da Paz" e encontrar seu verdadeiro destino.

## Elenco
- Scott Mechlowicz como Dan Millman
- Nick Nolte como Socrates "Soc"
- Amy Smart como Joy
- Tim DeKay como Treinador Garrick
- Ashton Holmes como Tommy
- Paul Wesley como Trevor
- B.J. Britt como Kyle
- Agnes Bruckner como Susie
- Scott Caudill como Bandido Um (ou Scott 'Jesic' Caudill)

## Produção
Segundo Nolte: "Conheço esse livro desde o fim dos anos setenta. Eu tinha vivido os anos sessenta com o movimento pacifista, a resistência à guerra, os direitos civis. Millman escreveu esse livro sobre descoberta espiritual em forma de romance. Era algo muito acessível, fácil de ler, e que tocou muita gente. Quando me ofereceram o projeto, lá atrás, há uns 19 anos, eu não sentia tanta conexão nem enxergava a importância da mensagem como vejo agora."
O diretor de cinema Victor Salva se familiarizou com a obra enquanto estava na prisão por abuso sexual infantil, e a reconheceu como "uma história que mudou minha vida".
O verdadeiro Dan Millman aparece em uma cena do filme interpretando um cliente dentro de seu carro enquanto Dan (Scott Mechlowicz) e Socrates (Nick Nolte) o atendem.

## Recepção

### Resposta da crítica
Peaceful Warrior recebeu críticas mistas a negativas. No agregador de críticas Rotten Tomatoes, o filme possui uma avaliação de 25%, com base em 70 críticas. O consenso do site diz: "Baseado em um best-seller de memórias, Peaceful Warrior perde algo na transição do papel para as telas. O filme força demais a mão com jargões filosóficos e, no fim, não consegue estar à altura do material original". No Metacritic, que utiliza uma média ponderada, o filme tem uma avaliação de 40/100, com base em 23 críticas, indicando "críticas mistas ou médias".
Roger Ebert, do Chicago Sun-Times, deu ao filme duas estrelas e meia de um total de quatro.